# Zaomma acanthococci
Zaomma acanthococci är en stekelart som först beskrevs av Pilipyuk och Trjapitzin 1974.  Zaomma acanthococci ingår i släktet Zaomma och familjen sköldlussteklar. Inga underarter finns listade i Catalogue of Life.